# Pietro Ranzano

Pietro Ranzano (más névváltozatokban: Pietro Ransano, Petrus Ranzanus, latinul: Petrus Ransanus) (Palermo, 1428 – Lucera, 1492) dominikánus szerzetes, Lucera püspöke, humanista tudós történetíró. A Nápolyi Királyság magyarországi követe volt, I. Mátyás magyar király udvarában is tevékenykedett. Ő írta az Epithoma rerum Hungaricarum (A magyarok történetének rövid foglalata) című, latin nyelvű történeti művet Beatrix királyné megbízásából. Nemzetközileg inkább Palermo történetének megírásáról nevezetes (De primordiis et progressu felicis Urbis Panormi).

## Élete és munkássága
Tizenhat éves korában lépett be a Domonkos-rendbe. 1456-ban, 28 évesen pápai nunciusként a törökellenes szicíliai hadjáratot szervezte. 1458-ban a nápolyi udvar diplomatája, később a fiatalabb herceg nevelője, 1476-tól Lucera püspöke volt.
1456-ban kezdett hozzá Minden idők évkönyvei című munkájához, amelyből 1488-ig hatvan kötetet fejezett be.

## Magyarországi tevékenysége
1488-ban küldte Mátyás udvarába a nápolyi király az akkor már elismert tudóst és diplomatát, formálisan azért, hogy tolmácsolja a nápolyi udvar jókívánságait Corvin János és a milánói Sforza Bianca (1472–1510) – később érvénytelenített – házasságkötése alkalmából. Fő feladata azonban az volt, hogy rávegye Mátyást, biztosítsa Beatrix elsőségét a trónutódlás során.
Beatrix királyné Ranzanót megérkezése után hamarosan megbízta egy humanista szemléletű magyar történelem megírásával, annak ellenére, hogy mindössze hét hónap telt el a Thuróczi-krónika megjelenése óta, és csak öt hónappal azelőtt adott hasonló megbízást a király Antonio Bonfininak.
Ranzano alig több mint egy év alatt megírta az Epithoma rerum Hungaricarum, vagyis A magyarok történetének rövid foglalata című kötetet. Munkája során több helyen eltért Thuróczi János alkotásától. Azonban hozzátette, hogy nem akar vitába bonyolódni azokkal, akik másként gondolják el a magyarok származását, különösen nem a magyarokkal, akik nyilván „sokkal hitelesebben ismerik övéik történetét”. Mátyás király kegyeit is kereste, különösen Attila hun király alakjának megformálásával. Nem sikerült azonban elérnie a királynál, hogy teljesítse fő küldetését, azaz halála esetére jobb pozícióba juttassa a királynét.
Mátyás halála után, kiváló szónokként, ő mondott gyászbeszédet.

## Műve magyar fordításban
- A magyarok történetének rövid foglalata; ford., bev., jegyz. Blazovich László, Sz. Galántai Erzsébet; Európa, Bp., 1985 (Bibliotheca historica)
- Petrus Ransanusː A magyarok történetének rövid foglalata; ford., utószó, jegyz. Blazovich László, Sz. Galántai Erzsébet, a Corvinus János c. rész ford. Kulcsár Péter; Osiris, Bp., 1999 (Millenniumi magyar történelem. Források) ISBN 963-379-681-4, 213 o.